# Gerrardinaceae
Classification APG III (2009)
Famille
Gerrardinaceae  est une famille de plantes dicotylédones qui ne comprend qu'un seul genres et une ou deux espèces.
Ce sont des arbustes à feuilles simples, alternes, stipulées, originaires du sud et de l’est de l’Afrique.

## Étymologie
Le nom vient du genre type Gerrardina nommé en hommage au botaniste anglais William Tyrer Gerrard (en) (1831-1866), qui herborisa en Afrique du Sud et à Madagascar dans les années 1860.

## Classification
En classification classique de Cronquist (1981) cette famille n’existe pas, cette famille ayant été introduite par la classification phylogénétique APG III (2009) qui la classe dans l'ordre des Huerteales.

## Liste des genres
Selon NCBI (28 Jun 2010), Angiosperm Phylogeny Website (28 Jun 2010) GRIN (28 Jun 2010) et DELTA Angio (28 Jun 2010) :
- Gerrardina (en) Oliv.

## Liste des espèces
Selon NCBI (28 Jun 2010) :
- genre Gerrardina
  - Gerrardina foliosa

Auquel il faut peut-être ajouter:
- Gerrardina eylesiana